# Rayagada (Gajapati)
Rayagada es una ciudad censal situada en el distrito de Gajapati en el estado de Odisha (India). Su población es de 4662 habitantes (2011). Se encuentra a 251 km de Bhubaneswar.

## Demografía
Según el censo de 2011 la población de Rayagada era de 4662 habitantes, de los cuales 2336  eran hombres y 2326 eran mujeres. Rayagada tiene una tasa media de alfabetización del 77,87%, superior a la media estatal del 72,87%: la alfabetización masculina es del 85,66%, y la alfabetización femenina del 70,23%.